# Philoceanus garrodiae
Philoceanus garrodiae är en insektsart som först beskrevs av Clay 1940.  Philoceanus garrodiae ingår i släktet Philoceanus och familjen fjäderlöss. Inga underarter finns listade i Catalogue of Life.